# Ludwig Bandl
Ludwig Bandl (* 1. November 1842 in Himberg; † 26. August 1892 in Wien) war ein österreichischer Geburtshelfer und Gynäkologe.

## Leben
1867 promovierte er zum Doktor der Medizin an der Universität Wien, wo er bei Karl von Braun-Fernwald (1822–1891), Joseph Hyrtl (1810–1894) und Johann von Dumreicher (1815–1880) studierte. Im Jahr 1878 wurde er Leiter der Abteilung für Geburtshilfe an der allgemeinen Poliklinik in Wien, später wurde er zum außerordentlichen Professor für Geburtshilfe und Gynäkologie ernannt (1880). Sechs Jahre später erlangte Bandl eine ordentliche Professur in Prag, musste aber innerhalb weniger Wochen wegen einer Geisteskrankheit von dieser Position zurücktreten. Seine letzten Lebensjahre verbrachte er in einer Wiener Anstalt.
In Erinnerung geblieben ist Bandl durch die Beschreibung des Uteruskontraktionsrings, einer Einschnürung an der Verbindungsstelle von Corpus uteri und Isthmus uteri. Diese Struktur wird manchmal auch als "pathologischer Retraktionsring" oder als "Bandl'scher Kontraktionsring" bezeichnet.
- Beiträge zu Albert Eulenburgs Real-Encyclopädie der gesammten Heilkunde. Erste Auflage.
  - Band 2 (1880) (Digitalisat), S. 192–200: Blasenscheidenfistel
  - Band 3 (1880) (Digitalisat), S. 330: Clitoridectomie
  - Band 8 (1881) (Digitalisat), S. 637–640: Mastdarmscheidenfistel
  - Band 10 (1882) (Digitalisat), S. 338–351: Parametritis, Perimetritis
  - Band 14 (1883) (Digitalisat), S. 116–123: Tubenkrankheiten; S. 251–343: Uterus